# Caecidotea nickajackensis
Caecidotea nickajackensis é uma espécie de crustáceo da família Asellidae.
É endémica dos Estados Unidos da América.